# Nathalia Ramosová
Nathalia Ramosová (* 3. července 1992 v Madridu) je americká herečka a zpěvačka hispánského původu. Ve filmu Bratz se podílela na soundtracku a její hlas byl použit i ve hře Bratz. Vystupuje v seriálu House of Anubis (Záhada Anubisova domu), kde hraje hlavní roli, Ninu Martinovou, americkou dívku, která se přestěhuje do Anglie, aby nastoupila do tajemné internátní školy v Anubisově domě.